# پندار دوگانه
تفکر دوگانه یا پندار دوگانه (انگلیسی: Doublethink) به معنای پذیرش همزمان دو مفهوم متضاد است که عموماً در بستر اجتماعی اتفاق می‌افتد. دوگانه‌باوری با مفاهیم دورویی و بی‌طرفی مرتبط ولی از آن‌ها متمایز است. نکتهٔ مهم در مورد دوگانه‌باوری این است که فرد حسی از ناهماهنگی شناختی ندارد و از تضاد و تناقض فکری آگاه نیست.
عبارت دوگانه‌باوری را نخستین بار جرج اورول در رمان ۱۹۸۴ (سال انتشار ۱۹۴۹) استفاده کرد. در این اثر دوگانه‌باوری بخشی از گفتارنو است. مانند بسیاری از جنبه‌های ویران‌شهری آثارش، اورول دوگانه‌باوری را ویژگی جوامع تمامیت‌خواهی مثل اتحاد جماهیر سوسیالیستی شوروی می‌دانست، چنان‌که به گفتهٔ ژوزف استالین:
ما هم طرفدار مرگ دولت هستیم و هم طرفدار دیکتاتوری پرولتاریا، که نماد قدرتمندترین شکلی از دولت است که تا کنون وجود داشته… این فرمول هر مارکسیست است. آیا این مفهومی متناقض است؟ بله، ولی تناقضی زنده که نشانگر دیالکتیک مارکسیسم است.— سخنرانی در شانزدهمین گردهمایی حزب کمونیست روسیه، ۱۹۳۰